# Нидермиллер, Николай Егорович
Николай Егорович (Георгиевич) фон Нидермиллер (6 [18] декабря 1849 — не ранее 1917) — генерал от инфантерии Российской императорской армии, участник Кульджинского, Хивинского и Китайского походов, Русско-турецкой и Русско-японской войн.

## Биография
Николай фон Нидермиллер (нем. von Niedermüller) родился 6 декабря 1849 года в Риге в лютеранской семье Георга-Фридриха фон Нидермиллера и Генриетты Клааг. Отец Николая в 1848 году получил диплом на потомственное дворянство и герб.
Николай окончил Рижскую гимназию и Санкт-Петербургский императорский университет и 16 августа 1866 года вступил на службу в Российскую императорскую армию юнкером в Николаевское инженерное училище. 12 июня 1869 года окончил училище с производством в подпоручики в Туркестанскую сапёрную роту. «За боевые отличия» в Кульджинском походе 1871 года произведён в поручики, со старшинством с 16 июня 1871 года, а за Хивинский поход 1873 года — в штабс-капитаны, со старшинством с 11 мая 1873 года. За отличия переведён в лейб-гвардии Сапёрный батальон и 22 мая 1874 года переименован в поручики гвардии. С 20 мая 1874 по 2 июня 1875 года командовал ротой, после чего поступил в Николаевскую академию Генерального штаба, которую окончил по 1-му разряду в 1878 году (ускоренный выпуск дополнительного курса). В штабс-капитаны гвардии произведён со старшинством с 4 апреля 1876 года.
Принял участие в Русско-турецкой войне. 9 января 1878 года назначен старшим адъютантом штаба 4-й кавалерийской дивизии. 16 апреля 1878 года произведён в капитаны гвардии, а 27 октября 1878 года переведён в Генеральный штаб, переименован в подполковники Генерального штаба и назначен штаб-офицером для особых поручений при штабе 13-го армейского корпуса. 19 декабря 1878 года назначен заведывающим передвижением войск по железным дорогам Курско-Харьковско-Азовской, Константиновско-Харьковско-Николаевской и Лозово-Севастопольской. 10 мая 1880 года назначен заведывающим передвижением войск по железным дорогам и водным путям Петербурго-Динабургского района. 12 апреля 1881 года «за отличие по службе» произведён в полковники.
7 мая 1885 года назначен начальником штаба 37-й пехотной дивизии, а 9 июня 1886 года — состоять в распоряжении начальника Главного штаба и временно исправлять должность помощника начальника отдела Главного штаба по передвижению войск и военных грузов и заведывающего названными передвижениями. Через год, 9 июля 1887 года, официально назначен на эти должности. 30 августа 1891 года «за отличие по службе» произведён в генерал-майоры. Для выполнения ценза во время лагерного сбора 1894 года временно командовал 2-й бригадой 37-й пехотной дивизии. С 1897 года являлся председателем инженерного совета по строительству железной дороги между Санкт-Петербургом и Витебском на территории Псковской губернии. 23 ноября 1898 года назначен состоять в распоряжении начальника Главного штаба, а 6 декабря 1899 года произведён в генерал-лейтенанты.

Генерал-лейтенант Нидермиллер

Как специалист по передвижению войск, направлен в 1900 году на Дальний Восток наблюдать и контролировать ситуацию с транспортировкой войск, участвующих в Китайском походе. По прибытии на Амур в короткий срок наладил организованное движение воинских частей на китайскую территорию. После начала войны с Японией назначен 16 апреля 1904 года начальником железнодорожного отдела полевого штаба наместника Его Императорского Величества на Дальнем Востоке, руководил на этом посту передвижениями войск и снабжением действующей армии по железнодорожным путям Дальнего Востока. 27 ноября того же года назначен состоять в распоряжении главнокомандующего всеми сухопутными и морскими вооружёнными силами, действующими против Японии. «За отличия в делах против японцев» награждён орденом Белого орла с мечами.
24 сентября 1905 года назначен состоять в распоряжении военного министра, а 14 июня 1906 года произведён в генералы от инфантерии с увольнением от службы, «за болезнью», с мундиром и пенсией.
После отставки Нидермиллер занялся общественной деятельностью: был избран гласным в Петербургскую городскую думу, в которой вошёл в санитарный комитет, стал членом Особого присутствия по призрению нищих и директором Вспомошествующей кассы лютеранских прихожан, являлся председателем Городской больничной комиссии и попечителем Боткинской барачной больницы. Являясь лютеранином, многие годы состоял председателем церковного совета прихожан евангельско-лютеранской церкви Святого Михаила. Также был избран директором правления Общества страхования капиталов и доходов и директором правления страхового общества «Жизнь».
Во время Первой мировой войны приказом Верховного начальника санитарной и эвакуационной части от 5 февраля 1915 года № 38 назначен инспектором лечебных заведений Петрограда для раненых воинов, также состоял в Петроградском городском общественном управлении и Особом городском присутствии, занимаясь, в том числе, организацией лазаретов Красного Креста, контролем за сбором и передачей посылок и подарков для действующей армии.

## Семья
Николай Егорович фон Нидермиллер был женат на Екатерине Карловне Буркевич, имел сына.
Два брата генерала Нидермиллера стали военными моряками. Дмитрий фон Нидермиллер (1849 — после 1917) дослужился до чина капитана 1-го ранга, командира Каспийского экипажа, в 1905 году вышел в отставку. Александр фон Нидермиллер (1851—1937) произведён в контр-адмиралы в 1902 году, с 1903 года — помощник начальника Главного морского штаба, в 1905—1906 годах — и. д. начальника Главного морского штаба, член Совета государственной обороны, в 1908 году вышел в отставку с чином вице-адмирала, умер в эмиграции в Берлине. Сын Александра Георгиевича, Владимир фон Нидермиллер (1882—1905), также стал военным моряком, погиб в Цусимском сражении на броненосце «Ослябя».

## Награды
За время службы Николай Егорович фон Нидермиллер был пожалован многими российскими и иностранными наградами.
Российские:
- орден Белого орла с мечами (6 декабря 1904);
- орден Святого Владимира 2-й степени (1 апреля 1901);
- орден Святой Анны 1-й степени (1896);
- орден Святого Станислава 1-й степени (1894);
- орден Святого Владимира 3-й степени (1886);
- орден Святого Владимира 4-й степени (1883);
- орден Святой Анны 2-й степени (1880);
- орден Святого Станислава 2-й степени с мечами (1879);
- орден Святого Станислава 3-й степени с мечами и бантом (1874);
- Монаршие благодарности (1890, 1894);
- Высочайшие благодарности (1896, 1898, 1904).

Иностранные:
- орден Льва и Солнца 1-й степени (Персия, 1899);
- орден Благородной Бухары с алмазами (Бухарский эмират, 1898);
- орден Благородной Бухары 1-й степени (Бухарский эмират, 1893);
- орден Такова 2-й степени (Сербия, 1893);
- орден Такова 3-й степени (Сербия, 1892).